# Högbrattjärnen
Högbrattjärnen är en sjö i Örnsköldsviks kommun i Ångermanland och ingår i Husåns huvudavrinningsområde.